# Burnie International 2017
Il Burnie International 2017 è  un torneo di tennis professionistico. È la 14ª edizione del torneo, facente parte della categoria Challenger 80 nell'ambito dell'ATP Challenger Tour 2017, con un montepremi di 75 000 $. È l'8ª edizione del torneo femminile, facente parte della categoria W60 nell'ambito dell'ITF Women's World Tennis Tour 2017, con un montepremi di 60 000 $. Si è giocato dal 28 gennaio al 4 febbraio 2017 sui campi in cemento del Burnie Tennis Club di Burnie, in Australia.

## Torneo maschile

### Teste di serie
| Nazionalità   | Giocatore          | Ranking* | Testa di serie |
| ------------- | ------------------ | -------- | -------------- |
| Giappone      | Go Soeda           | 139      | 1              |
| Taipei cinese | Jason Jung         | 163      | 2              |
| Australia     | Andrew Whittington | 194      | 3              |
| Egitto        | Mohamed Safwat     | 196      | 4              |
| Australia     | Matthew Barton     | 197      | 5              |
| Stati Uniti   | Noah Rubin         | 200      | 6              |
| Kazakistan    | Alexander Bublik   | 207      | 7              |
| Giappone      | Akira Santillan    | 211      | 8              |

- Ranking al 16 gennaio 2017.

### Altri partecipanti
I seguenti giocatori hanno ricevuto una wild card per il tabellone principale:
- Alex Bolt
- Harry Bourchier
- Matthew Ebden
- Bradley Mousley

I seguenti giocatori sono passati dalle qualificazioni:
- Maverick Banes
- James Frawley
- Greg Jones
- Dayne Kelly

## Torneo femminile

### Teste di serie
| Nazionalità | Giocatore            | Ranking* | Testa di serie |
| ----------- | -------------------- | -------- | -------------- |
| Cina        | Han Xinyun           | 111      | 1              |
| Stati Uniti | Taylor Townsend      | 130      | 2              |
| Russia      | Elizaveta Kulichkova | 145      | 3              |
| Stati Uniti | Asia Muhammad        | 151      | 4              |
| Russia      | Anastasia Pivovarova | 159      | 5              |
| Slovenia    | Tamara Zidanšek      | 160      | 6              |
| Rep. Ceca   | Barbora Štefková     | 163      | 7              |
| Australia   | Arina Rodionova      | 178      | 8              |

- Ranking al 16 gennaio 2017

Le seguenti giocatrici hanno ricevuto una wild card per il tabellone principale:
- Naiktha Bains
- Jaimee Fourlis
- Olivia Tjandramulia
- Sara Tomic

Le seguenti giocatrici sono passate dalle qualificazioni:
- Tessah Andrianjafitrimo
- Alexandra Stevenson
- Aleksandra Wozniak
- Zuzana Zlochová

## Campioni

### Singolare maschile
Omar Jasika ha sconfitto in finale  Blake Mott con il punteggio di 6–2, 6–2.

### Singolare femminile
Asia Muhammad ha sconfitto in finale  Arina Rodionova con il punteggio di 6–2, 6–1.

### Doppio maschile
Brydan Klein /  Dane Propoggia hanno sconfitto in finale  Steven de Waard /  Luke Saville con il punteggio di 6–3, 6–4.

### Doppio femminile
Riko Sawayanagi /  Barbora Štefková hanno sconfitto in finale  Alison Bai /  Varatchaya Wongteanchai con il punteggio di 7–6(6), 4–6, [10–7].